# Дніпроспецсталь (футзальний клуб)
Дніпроспецсталь або скорочено ДСС — український футзальний клуб із Запоріжжя. Заснований в 1995 році. Знявся з чемпіонату після сезону 2006/2007.

## Історія
Футзальний клуб «Дніпроспецсталь» було засновано в 1995 році. Він почав свої виступи у вищій лізі чемпіонату України з сезону 1995/1996, в якому одразу ж вдалося завоювати «бронзу».
У матчі 23-го туру з ЛТК сезону 2006/2007 було дискваліфіковано головного тренера «ДСС» Романа Смирнова і через це, не вбачаючи особливого сенсу в подальшому тренуванні команди, він подав у відставку. Після цього командою до кінця чемпіонату керував голова СК «Дніпроспецсталь» Олексій Васильченко. Через відмову спонсора ПАТ «Електрометалургійний завод «Дніпроспецсталь» фінансувати команду, останні матчі чемпіонату клуб дограв за фінансової підтримки самого Олексія Васильченка. У зв'язку з припиненням фінансування, по закінченню сезону «Дніпроспецсталь» знялася з чемпіонату України у вищій лізі. Були надії заявити команду у першу лігу, але цього так і не відбулося.

## Титули та досягнення
- Срібний призер чемпіонату України з футзалу 2003/2004
- Бронзовий призер чемпіонату України з футзалу (6): 1995/96, 1996/97, 1999/00, 2000/01, 2001/02, 2002/03
- Володар Кубка України з футзалу 2001/02
- Фіналіст Кубка України з футзалу (2): 1996/97, 2003/2004
- Володар Кубка ліги 2004/05
- Кубок «Визволення Харкова» - 2-ге місце: 1998 р.